# Disciseda verrucosa
Disciseda verrucosa är en svampart som beskrevs av G. Cunn. 1926. Disciseda verrucosa ingår i släktet Disciseda och familjen Agaricaceae.   Inga underarter finns listade i Catalogue of Life.